# P-47 (航空機)
P-47 サンダーボルト
飛行するXP-47N-RE 42-27387号機
- 用途：迎撃戦闘機、戦闘爆撃機
- 分類：陸上戦闘機
- 設計者：アレキサンダー・カートヴェリ（英語版）
- 製造者：リパブリック・エイヴィエーション社
- 運用者

  -  アメリカ合衆国（陸軍航空軍、空軍）　ほか
- 初飛行：1941年5月6日
- 生産数：15,660機
- 運用開始：1943年4月
- 退役：1949年（アメリカ空軍）
- 運用状況：退役
- 原型機：P-43 ランサー

P-47 サンダーボルト（Republic P-47 Thunderbolt ）は、アメリカのリパブリック社が開発し、アメリカ陸軍航空軍などで運用されたレシプロ単発戦闘機。
愛称の「サンダーボルト(Thunderbolt)」は、雷(いかづち・かみなり、特に聴覚的な感覚の面でのかみなり)のこと。

## 概要
第二次世界大戦後期に登場し、欧州戦線でノースアメリカンP-51マスタングと並ぶアメリカ軍の主力戦闘機として活躍し、生産機数は1万5千機に達した。
12.7mm機銃x8基の重武装／最大3千ポンド＜約1.3トン＞のペイロード（双発爆撃機レベル）を活かし、戦闘爆撃機としても活躍した。アメリカ以外の連合国の空軍でも使用された。愛称はJug。
世界で最初に排気タービン式過給器を搭載した単発戦闘機であった。
欧州戦線における損失率は0.7％で、マスタングの1.2%を下回り、サバイバリティ（生存性）に優れていた。サンダーボルトを乗機としたエースのうち、上位10人全員が大戦を生き抜いた。

## P-43 から XP-47B まで
1939年6月、セバスキー エアクラフト カンパニーはリパブリック エイヴィエーション カンパニーへと社名を変更した。それまでセバスキーは、耳目にたる業績を上げていなかったが、この状況はまもなく変わることになる。
飛行中のエンジン火災によって排気タービン過給機搭載の技術実証機AP-4は失われたが、この機体を気に入った米陸軍航空隊 (USAAC) は1939年5月にYP-43の制式名称で13機を発注した。しかし、USAACの要求を満たすには多くの改修が必要となり、YP-43の外見はAP-4とはずいぶん違ったものとなった。YP-43はプラット・アンド・ホイットニーのR-1830 ツインワスプを搭載した。これは空冷二重星形14気筒、排気タービン過給機付きのレシプロエンジンで、出力は約1,200馬力だった。プロペラブレードは3翅、武装は機首に12.7 mm 機関銃が2丁 + 左右の主翼に7.62 mm 機関銃が1丁ずつ。コックピットのレイアウトは一新されたが、これは後に「レイザーバック」と呼ばれるようになる。主任技師であり、リパブリック社の技術担当副社長であるアレキサンダー・カルトベリはこのP-43の開発で空力特性に対する自信を深めた。
1940年9月から1941年4月にかけて、13機のYP-43が引き渡された。この間リパブリックは、YP-43により強力なエンジン(1,400馬力のP&W R-2180）を積んだXP-44 ロケットと、AP-10の開発に取り組んでいた。P-43の後継となるXP-44は1939年10月に80機が発注された。AP-10は軽量戦闘機として設計され、アリソン V-1710 液冷エンジンを搭載し、2丁の12.7 mm機関銃を装備した。陸軍はこの計画を支援し、XP-47の制式名称を与えた。リパブリックにとっては幸先のいいスタートだった。
だがヨーロッパの戦争がエスカレートし始めた1940年の春までには、XP-44とXP-47ではドイツ軍の戦闘機にかなわないことが明らかになってきた。リパブリックはXP-47をわずかに改良したXP-47Aを提示したが、USAACには物足りないものだった。会議の冒頭でP-44の契約が解除された。続いて、ヘンリー・アーノルド大将の構想に基づく軽戦闘機の開発を中止することに全員一致し、供給が安定しないGM社のアリソンエンジンに代わって、プラット・アンド・ホイットニーを使用することになった。P-43を設計したアレキサンダー・カルトベリは製図板に戻り、一見するとYP-43を大きくして改悪したようにも見える機体案を社にもちかえった。この新たな設計は1940年6月にUSAACに提示され、9月にXP-47Bの名称でプロトタイプが発注された。供給されるエンジンはR-2800-11、試作は90日以内、プロジェクトにGOサインが出た。一方、新設計とほとんど共通点のないXP-47Aの開発は中止された。
USAACは、XP-47Bの設計をにわかには信じられなかったと思われる。バトル・オブ・ブリテンの分析から、イギリス軍もドイツ軍も、液冷エンジンを使用した戦闘機が高性能だった。カルトベリはこう言ったらしい、「こいつは恐竜になるだろう。スタイルのいい恐竜にね」と。
XP-47Bの自重は約4,500 kgにも達し、これはYP-43より65 %も重かった。新型機はP&W R-2800 ダブルワスプを動力とした。これは空冷二重星形18気筒（9気筒×2列）で、出力は約2,000馬力にも達した。胴体内に収納した排気タービン過給機へはどっしりした吸気ダクトが伸びていた。両翼内に4丁ずつ、計8丁のブローニング 12.7 mm 機関銃は、当時としては異例な大火力だった。
XP-47BこそUSAACが待ち望んだ機体だと言えた。そこでXP-47Aと同様XP-44の開発も中止されたが、新型機の生産開始まではすこし間があいてしまう。リパブリックの生産ラインを維持するために、航空隊はP-43を54機発注した。XP-47B開発計画には遅れが生じ、USAACはエンジンを若干改良したP-43Aをさらに80機発注した。さらなる遅れによってP-43A-1が125機発注された。A-1は中華民国へのレンドリースを意図したもので、12.7 mm 機関銃を4丁と自動防漏燃料タンクを備えていた。
1942年3月の最終号機までに、13機のYP-43Aを含めて全部で272機のP-43が引き渡された。
こうした機体が最終的にどうなったかははっきりしていない。少なくとも51機が中華民国に渡り、何機かはクレア・リー・シェンノートのフライング・タイガースで運用された。しかし、排気タービン過給機と自動防漏タンクの信頼性が低かったため、使用された数はそう多くない。残りの機体はほとんどが写真偵察機に改造され、そのうちのごく少数はオーストラリアへ渡った。これらの機体は、1942年の秋にそれまでの追撃機（Pursuit aircraft）を表すP-43B・P-43C・P-43Dといった名称から偵察機の略号の付いたRP-43へと改称され、前線での航空偵察に使用された（RはReconnaissance「偵察」の意味）。
戦闘機としても偵察機としても、P-43はほとんど戦闘に出会わなかった。P-43が果たした真に重要な役割は、よりよい機体への踏み石となったことと、XP-47Bを供給できるようになるまでの間、生産ラインを動かし続けた程度である。

## XP-47B

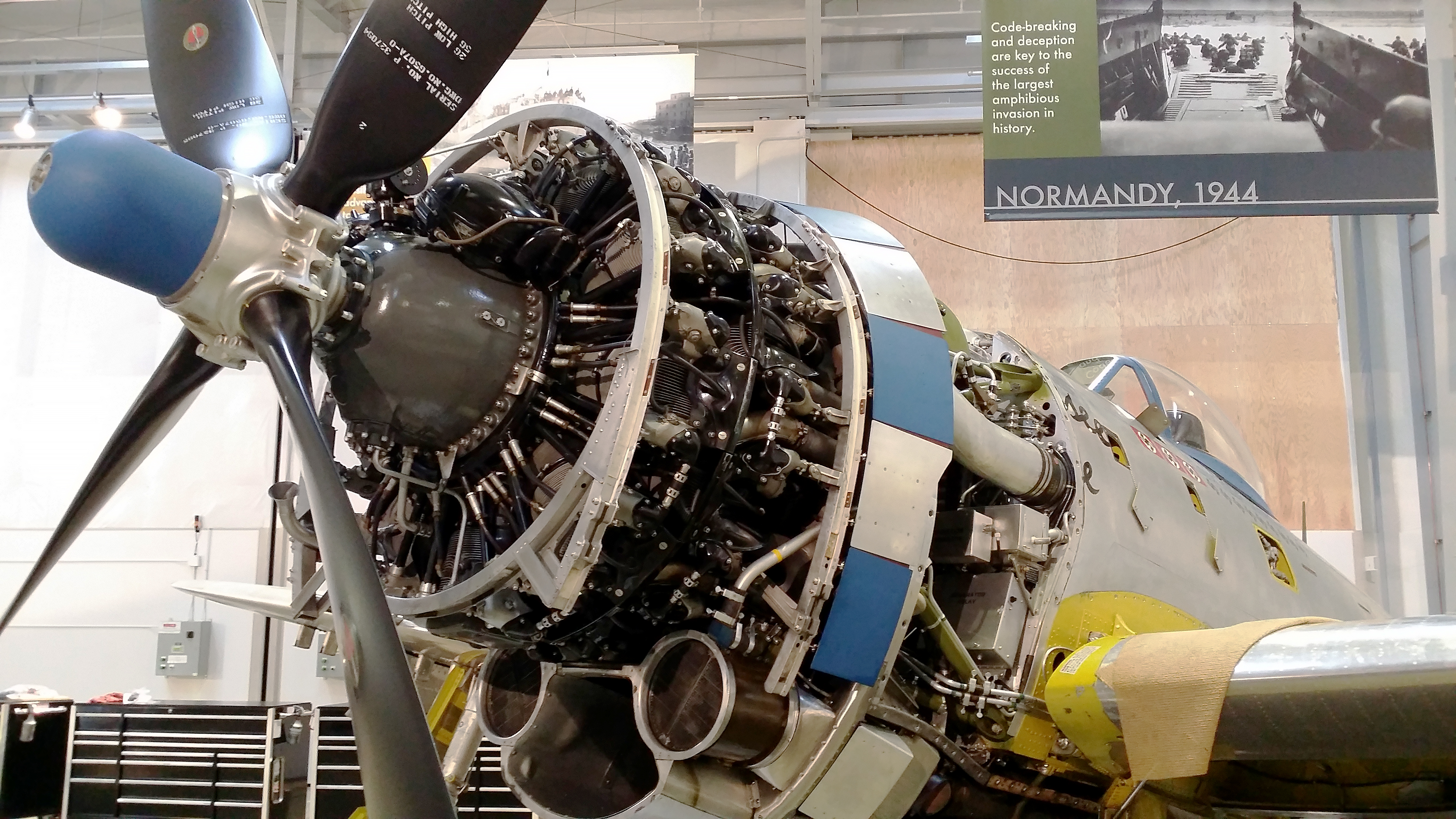
ダブルワスプエンジン。エンジン下部の主給気口と左右2つは滑空油冷却器に入る （シリアル45-49406機）

XP-47Bは1941年5月6日にローリー・P・ブラバムの操縦で初飛行を行った。エンジンオイルが少し漏れ出し、コクピットに煙が発生するなど多少の問題はあったものの、この機体は素晴らしいということが判明した。
同じダブルワスプエンジンであるR-2800を搭載したF6FやF4Uが機械式（歯車駆動）2段2速過給器付きを使っていたのに対して排気タービンを使い、搭載される武装も片翼につき3挺に対して4挺を乗せたため、F6F-3が4128kg、F4U-１Aが4025kgであったの対してP-47-D-1は4491kgもあった。特に重量過大を招いたのは普及していない現代でいうターボチャージャーに起因していた。諸条件を機体に合わせて設計した、というより、ターボに合わせて機体と設計したという意見もある。
XP-47Bは、巨大なダブルワスプとその排気タービン過給機を取り囲むように作られていた。AP-4をエンジンのオーバーヒートで失ったカートゥヴェリーは隙間のないカウリングをあきらめ、馬の首輪（Horse collar）のような楕円形に開いた、大径のカウリングでエンジンを覆った。このカウリングによってエンジン本体に加え、左右のオイルクーラーやインタークーラーの冷却が可能になった。
エンジンからの排気はマニホールドで左右2本の排気管へと集合された後、コックピットの断熱された両脇下方ダクトを通り、コクピットと尾翼の中間あたりに位置する過給機のタービンを駆動する。フルパワー時には、排気管
は赤熱するため、胴体にも遮熱のための十分な空間が必要であった。排気を直接外気へ逃がすか、高々度で酸素が足りない状態のときにタービンへ導き、タービンを60,000 rpmで回すかといった過給圧の調整は、過給器に達する前の途中に設けられたウェイストゲートシャッターでバイパスされた。
新気は胴体下部の吸気口
からダクトで過給機のインペラーまで送られる。過給機で圧縮された高温の吸気はインタークーラーで冷却される。ここで外気との熱交換が行われ、吸気温度が下がることで空気の密度（酸素濃度）が上昇し、その分燃料の供給を増やすことが可能となり、出力が増大する。インタークーラーを通過した吸気は胴体両側面を通って前方のキャブレターへと向かう。
胴体内に排気タービン過給機とこれらのダクトとを配したことで、XP-47Bは太く大きなプロポーションとなった。同時に主翼もやや高めの配置となったが、これは問題だった。というのは、強力なR-2800エンジンの力を活かすために直径の大きなプロペラを採用していたため、プロペラ先端と地面とのクリアランス（間隔）が取りづらかったのだ。翼が胴体の下の方にあれば、その分ランディングギア（脚）を短くできる。ギアが短いほうが軽量で翼内部のスペースも節約できる。カートゥヴェリーは主翼外側に機関銃を埋め込みたかったので、長大なギアは受け入れがたかった。結果として、メインギア（主脚）は収納時と展開時で23 cmの伸縮が可能な機構を備えることになった。
|            | XP-47B～P-47D | P-47Dの一部            |
| ---------- | ------------- | ---------------------- |
| メーカー   | カーチス      | ハミルトンスタンダード |
| タイプ     | 定速          | 定速                   |
| ブレード数 | 4枚           | 4枚                    |
| 直径       | 3.96m ?       | 4.01m ?                |
| ガバナ     | 電動          | 油圧                   |

ブローニング製の12.7 mm機関銃を各翼外側に4丁ずつ、弾倉からの給弾のために互い違いに配置していた。各弾倉には銃弾を350ポンド、425発搭載した。自動防漏式の主・予備燃料タンクはコクピット下にあり、1,155リットル（305 USG）のガソリンを積むことができた（翼内タンクはまだなかった）。当時としてはかなりの量だったが、重量級の機体と大出力エンジンにはこれでも不十分だったことが後に判明する。
コクピットは巨大なマシンにふさわしく広々としており、エアコンも備えていた。操縦席も快適だった。あるパイロットは後に「安楽椅子のようだよ」と評した。プロトタイプであるXP-47Bのキャノピーは上方に開くヒンジを備えていたが、これには故障が頻発した。尾翼の舵面（方向舵、昇降舵）が帆布張りの他は全金属製で、主翼のスパー（桁）は3本。この帆布張り舵面にも不具合が多かった。

## P-47B / P-47C

### XP-47Bの不具合
XP-47BはUSAAFに楽観と懸念の両方をもたらした（USAAC 陸軍航空隊は1941年6月にUSAAF 陸軍航空軍となった。参考：アメリカ空軍）。機体性能も火力も申し分なかったが、非常に革新的な設計であったため、初期不良に見舞われることとなった。
巨大なサイズと強力なパワーのせいで操縦は楽ではなかったし、離陸に長い滑走路を必要とし、結局この欠点は他のタイプのP-47や、さらにカートゥヴェリーが後に設計するジェット機にも引き継がれた。キャノピーは開閉時にひっかかることがあり、機銃・燃料系統・エンジン配置にも問題があった。高々度では点火系統がアークしてしまった。動翼を動かすのに必要な操舵力は許容できないほど大きく、エルロンは固着してしまった。帆布張りの動翼は高々度では壊れやすかった。
リパブリックはこうした問題に取り組んだ。緊急時には投棄可能なスライド式キャノピィ、与圧式の点火系統、そして全金属製の動翼などが解決策だった。

### P-47B発注される

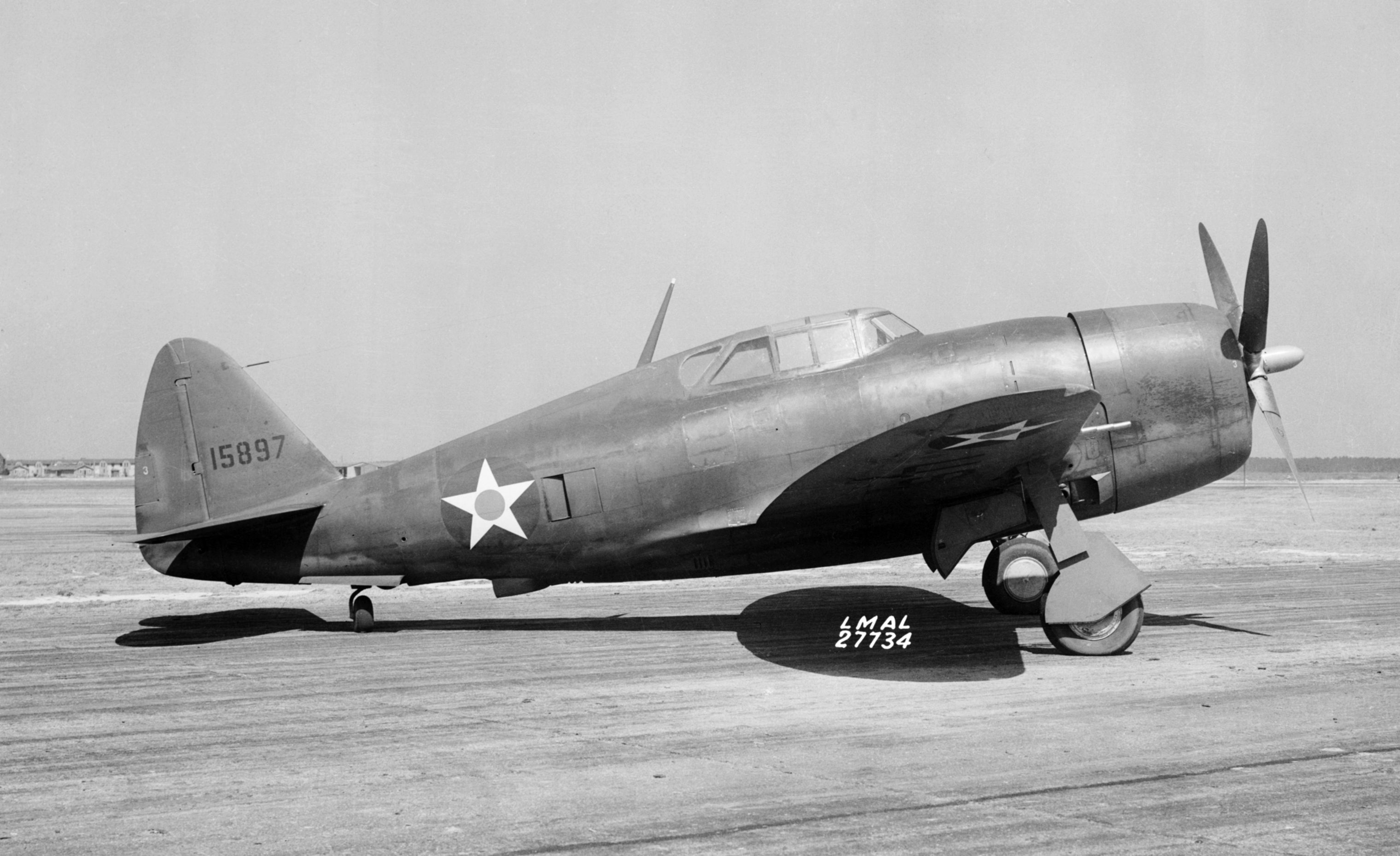
1942年3月に撮影されたP-47B サンダーボルト

航空軍は171機のP-47Bを発注した。技術試験用のP-47Bは1941年12月に引き渡され、量産試作型が翌年3月に続いた。初の量産型は1942年5月に引き渡された。
リパブリックは生産を開始する一方で設計の改良も続けた。初期のP-47Bには既にスライド式キャノピィが取り入れられており、同時にパイロットの視界も向上した。さらに、R-2800-21エンジン用に、ゼネラル・エレクトリック製の新型ターボチャージャー制御装置も備えていた。一方で、初期の機体では全金属製の動翼などいくつかの装備は標準でなかった。B型だけに特徴的な点がひとつあった。コクピット後方にある無線用支柱が、アンテナの長さを確保するために前傾していたのだ。これは新型のスライド式キャノピィ設置に伴う改修だった。
この飛行機には「サンダーボルト（Thunderbolt、雷電）」という愛称が付けられた。パイロットの間では同じくらい有名な「ジャグ (Jug)」という呼び方があった。これはヒンドゥー教の神のジャガーノートから来たといわれ、ジャガーノートとは「破壊力のあるもの」とも言われる。実際、サンダーボルトは損傷を受けながらも何度もパイロットを無事帰還させた。
最初のサンダーボルトは、リパブリックと同じロングアイランドにある第56戦闘航空群 (56th Fighter Group) へ引き渡された。56th FG は新型戦闘機の運用評価部隊だった。XP-47B同様、問題はなおも続いた。量産初期のP-47Bが急降下時に操縦不能になり、リパブリックのテストパイロットが死亡した。他にも、胴体尾部が崩壊してしまったりと、初期のP-47Bは何機もが墜落した。全金属製の動翼やその他の改修によって問題は解決したが、1942年8月、XP-47Bは飛行中に炎に包まれ、パイロットはベイルアウト（脱出）を余儀なくされた。
1942年8月8日にテスト・パイロットの一人であるフィル・ギルマーはXP-47Bを離陸させた後、ランディング・ギアを格納する暇もないままブースト圧の設定に苦戦し、エンジンの出力回復を試みながら降下機動に入ったが、それは回復することなくギルマーはベイルアウトした。
1942年10月にはフロリダのエグリン基地に送られ、評価軍団でP-39D-1、P-40F、P-51との比較テストや模擬戦を受けた。速度テストにはあらゆる高度で優速であり、特に3000フィート上空で追従できる戦闘機はないと快速を証明した。GE社のサンフォード・モスによって生み出されたターボ・スーパーチャージャーと当時の最強エンジンの組み合わせは高空での運動性をもたらした。
また、格闘戦も申し分ないと評価され、ロール率、加速といった項目で十分な性能を発揮し、テスト中に液冷エンジンがオーバーヒートする傾向が強かったのに対して、エンジンに対する信頼性の高さもわかった。逆にそれまでの試験飛行と同様に上昇性能に関心するところはないと判断された。3000フィート以下から20000フィートまで上昇するのに14分もかかり、それはP-38であれば6分しかかからなかった。
11月26日までのテストで、旋回性能、特に回転半径がP-47が最も大きく、そういった機動中の強引な操作は失速を招いた。また、P-47が比較の過程で劣勢となったのは引き起こしとズーミング特性にあった。それが不利な条件でのテストであった部分もあり、そうでない場合はいかなる状況においても急降下で軽く引き離して離脱することができた。「ドッグファイトに入ってはならない。しかし、高高度戦闘機としてはベストであるし、高速、高高度、火力、安定性、操縦の快適性においては抜群である」と結論を出した。

### P-47C（B型の不具合是正）
機体をよく知るにつれ、USAAFは総合的には評価に値するとの決断をくだし、P-47Bの発注に続けてすぐに、改修型をP-47Cの名称で602機発注した。最初の機体は1942年9月14日に引き渡された。
初期のP-47CはBタイプによく似ていたが、以下の点が異なっていた：
- 強度が向上した全金属製の動翼
- GE製 ターボチャージャー制御器のアップグレード
- 短く、垂直に伸びた無線支柱

57機のP-47Cがつくられた後、生産はP-47C-1へ移行した。このタイプはコクピット前方で胴体を20 cm (8 in) 延長したもので、これによって重心位置の問題が解決した上、エンジン整備がしやすくなった。他にも、オイルクーラー排気口・ブレーキ・着陸装置・電気系統などに若干改修が加えられた。
55機のP-47C-1には128機のP-47C-2が続いた。47-1との唯一の違いは胴体下部に取り付けポイントが設けられたことで、ここに200ガロン（757リットル）の増槽（ドロップタンク：投棄可能燃料タンク）が装備可能となり、500ポンド (224 kg) 爆弾を搭載することもできるようになった。
イギリスへと渡ったP-47-C-2は1942年1月に実戦を想定して鹵獲したフォッケウルフFw190との模擬戦闘が行われた。Fw190が局地戦闘機であったのに対してP-47が侵攻戦闘機と設計思想が異なったが、実際に戦線に投入すればFw190という難敵が待ち受けていることを想定してのテストだった。サンダーボルトの真価を発揮するには3000フィート以上の高度が望ましかったが、Fw190Aがその高度においてエンジン不調を起こし、改修するにも部品が手に入らなかった。
Fw190Aにはドイツの伝統的な機械式過給器を装備しており、2連あるいは可変式のスーパーチャージャーは中高度においてサンダーボルトとの格闘戦で優位に立った。サンダーボルトに出来ることは急降下で逃げるだけで、上昇力でもFw190Aに劣ることが判明するとパイロット達を失望させた。レポートには「Fw190との格闘戦には不向きで、一撃離脱法が有効。ダイブで逃げる敵機を撃墜することは難しくない」と書かれて提出された。
P-47Cの最多生産型はP-47C-5で、新型のウィップアンテナと、R-2800-59エンジンを装備していた。このエンジンは水メタノール噴射装置を備え、緊急最大出力は2,300 HP (1,700 kW) に達した。

### B型の派生型
P-47BからはC型だけでなく、生産にまで至らない派生型がいくつか生み出された。偵察用のRP-47Bが1機つくられた。P-47Bの最終171号機はXP-47Eの名称でテスト用に使われた。P-47C-5用のR-2800-59エンジン・与圧コクピット・そして新型のハミルトン・スタンダード製プロペラを試験した。
後に別のP-47Bが性能向上を狙って層流翼型の主翼に換装され、XP-47Fと改称されたものの、たいした成果は挙げられなかった。

## P-47Dと派生型

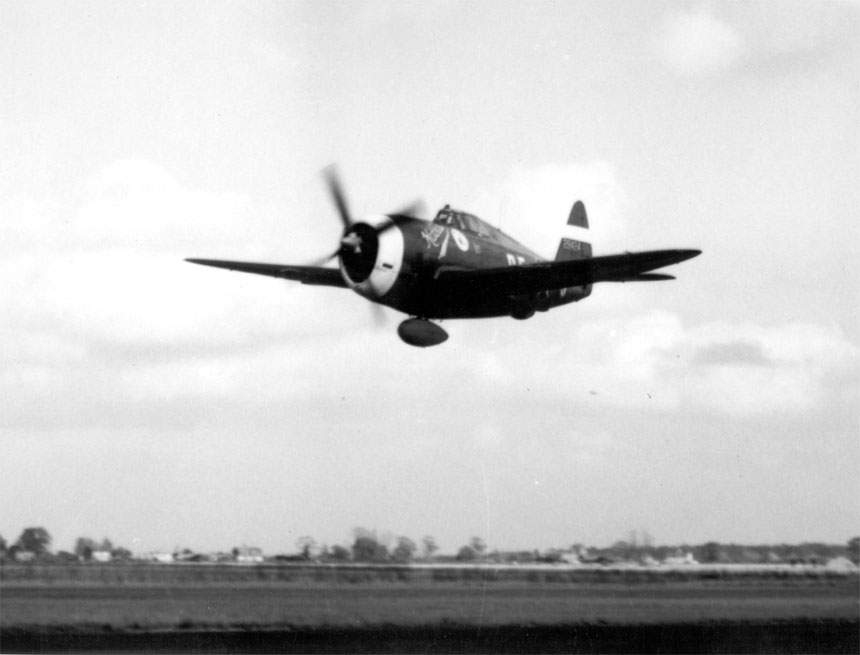
低空を飛行するアメリカ空軍のP-47D

サンダーボルトの改良は続き、決定版となるP-47Dが誕生した。D型は12,602機も生産されたが、細かな改良が施されたサブタイプが多く、初期と末期の機体には明らかな違いが見られた。
最初期のP-47Dは、実質的にP-47Cであった。ロングアイランド ファーミンデールの工場では生産が追いつかなかったため、インディアナ州 エヴァンズヴィルに新たな工場が建てられ110機のP-47Dが作られたが、それらはP-47C-2と全く同じものだった。ファーミンデール工場製の機体には-RE、エヴァンズヴィル工場製の機体には-RAの記号が付けられていたが、本記事中では特に必要のない限りは記述しない。
P-47Dには2工場の片方だけで、あるいは両方で作られた多くのサブタイプがあった。小さな改修点が多いが、ここでは重要な部分のみを取り上げる。注：最後のサブタイプはP-47D-40だが、途中で番号が跳んでおり、40種類のサブタイプがあったわけではない。

### P-47D-1 ～ D-11
P-47D-1 ～ D-6・D-10・D-11は以下のような改修を受けた型である：
- カウルフラップの増加 → 前線で多発していたオーバーヒートの解消に大きく寄与
- エンジン換装とエンジンサブシステムの改良
- 燃料・オイル・油圧システムの改良
- コクピットに装甲板を追加

### P-47D-15
航続距離増大を要求する現場の声に答えたもので、以下の点が変更された：
- 胴体内燃料容量が、1,421 リットル (375 USG) へ増大（XP-47Bは1,155リットル (305 USG)）
- 両翼下にもドロップタンク（投棄可能な燃料タンク）を搭載できるようになった（胴体下にはすでに搭載していた）

燃料容量の増大により、P-47は敵地深くへの侵攻ミッションをこなせるようになった。P-47D-15は、機体外部に全部で1,130 kg (2,500 lb)のペイロードがあった。
| タイプ                                      | 容量 (L) | 容量 (USG) |
| ------------------------------------------- | -------- | ---------- |
| 金属製（カーチスまたはロッキード）          |          |            |
| コンフォーマルタンク （初期型・フェリー用） | 758      | 200        |
| 扁平菱形(?)・胴体下                         | 758      | 200        |
| 翼下涙滴形・球形胴体下                      | 284      | 75         |
| 翼下・胴体下涙滴形                          | 567      | 150        |
| 樹脂含浸紙製（英国が設計）                  |          |            |
| 翼下・胴体下                                | 409      | 108        |
| 胴体下                                      | 758      | 200        |

胴体内燃料タンクはN型を除いて2つタンクも持つ。D-23型までとG型が205ガロン（776L）、D-25以降が270ガロン（1022L）を搭載した他、それぞれ胴体内の主燃料タンク後方に100ガロン（379L）の補助タンクを持っていた。合計で570ガロン、ドラム缶で12本の補給を要した。この搭載量はF6Fの2倍以上であり、零戦の4倍に相当した。M型とN型は翼内燃料タンクを持ち、これは翼端に向かって内側、脚室、外側と前縁タンクの4つに分けられ、100ガロンを搭載した。N型になると機内のタンクを合計すると1288ガロン（4825L）に達し、ドラム缶27本分となった。機内のタンクは全て金属製のセルフシーリング加工付きとなっている。
外部兵装は胴体下、翼下の3箇所のポイントに付けることができ、長距離作戦時は3箇所ともドロップタンクにすることもできた。ドロップタンクは金属製のものの他に布製、紙製など種類があった。それらは計器用真空ポンプから送られる加圧によって胴体内に燃料を供給した。戦闘時緊急出力で使用される水噴射システムはほぼすべての型に採用された。水タンクは滑空油タンクの後方に設置され、初期型が15ガロン（57L）を持ち、D-25型以降は30ガロンとなり、スロットルが戦闘時緊急出力の位置まで押されるとソレノイドバルブが開き、水はエンジンの気化器に噴射された。
他にタンクは滑空油用のタンクがエンジンマウントに搭載され、標準的なP-47は28.6ガロン（108L）だったが、N型以降は40ガロン（151L）入りである。滑空油タンクはホッパーと呼ばれる飛行姿勢に応じてブランコのように動くベンデュラム型を使用した。油温の管理はモーター、ウォームギア、セクターギアの操作でパイロットが行うものだったが、N型以降はサーモスタットによる全自動となった。

### P-47D-16 ～ D-23
P-47D-16・D-20・D-22・D-23はD-15によく似ていたが、以下のような改良がなされた：
- 燃料系統、エンジンサブシステムの改良
- 投棄可能なキャノピィ（上方の窓）
- 防弾型風防（前方の窓）

一方、直径3.71 mのカーチス製プロペラは、以下のより大きなプロペラへと換装された：
- ロングアイランド工場：直径4.01 mのハミルトンスタンダード製プロペラに
- エヴァンズヴィル工場：直径3.96 mのカーチス製プロペラに

XP-47Bの時から、プロペラ先端と地面とのクリアランス（間隔）は問題となっていた。より大きなプロペラになったことで、パイロットは離陸時、プロペラが地面を打たないように、充分な速度に達するまでは尾部を下げておくように気を付けなくてはならなくなった。

### P-47G
リパブリックの2工場が生産を続けていたが、陸軍航空軍はサンダーボルトの供給が不足してると感じ、カーチスがニューヨーク州バッファローの工場でライセンス生産を行うことになった。ほとんどのカーチス製サンダーボルトは高等練習機として運用するために作られた。
カーチス製機は全てP-47Gの制式名称がつけられ、さらにCurtissをあらわす「-CU」が末尾に付けられた。最初のP-47G-1はP-47C-1と全く同じだった。その後のP-47G-5、G-10、G-15はP-47D-1、D-5、D-10と同じだった。カーチスは354機のP-47Gを生産した。
2機のP-47G-15がコクピットを主翼前縁付近まで延長してタンデム複座に改造され、TP-47Gと命名された。主燃料タンクを縮小して2人目の座席が設けられた。このダブルボルトは生産には至らなかったが、前線で同様の改修を受けたものがタクシー（高官を送迎する時などに用いる、高速連絡機）として使われた。

### P-47D-25 ～ D-30
この時点までに作られたP-47は、全てが胴体後部に連なった「レイザーバック」タイプのキャノピーだった。これは真後ろがよく見えないという、空中戦では致命的ともなりうる欠点があり、パイロットの批判の的となっていた。英国も自国の戦闘機に同様の問題を抱えており、スピットファイアには上方へ膨らんだ「マルコムフード」と呼ばれるタイプのキャノピーを考案、採用していた。多くのP-51が前線でこのキャノピーに換装しており、ごくわずかのP-47Dにも適用されていた。
しかし英軍はよりよい解決策を思いついていた。360度に渡って良好な視界を確保できる、「バブル（水滴形）」キャノピーをタイフーンの生産途中から採用したのだ。USAAFはこれを気に入り、P-51とP-47を含む米国製戦闘機にも迅速に適用した。1943年夏に、初のバブルキャノピー付きサンダーボルトができあがった。P-47D-5の最終号機を改造したこの機は、XP-47Kと名付けられた。
一方、別の旧式なP-47Dが胴体内燃料を1,402 リットル (370 USG)へ増大する改修を受け、XP-47Lと命名された。
燃料容量を増大させ、バブルキャノピーを備えたタイプが生産に入り、これらはP-47D-25とされた。この後P-47D-26・D-27・D-28・D-30のバブルキャノピー機が続く。改良点は以下の通り：

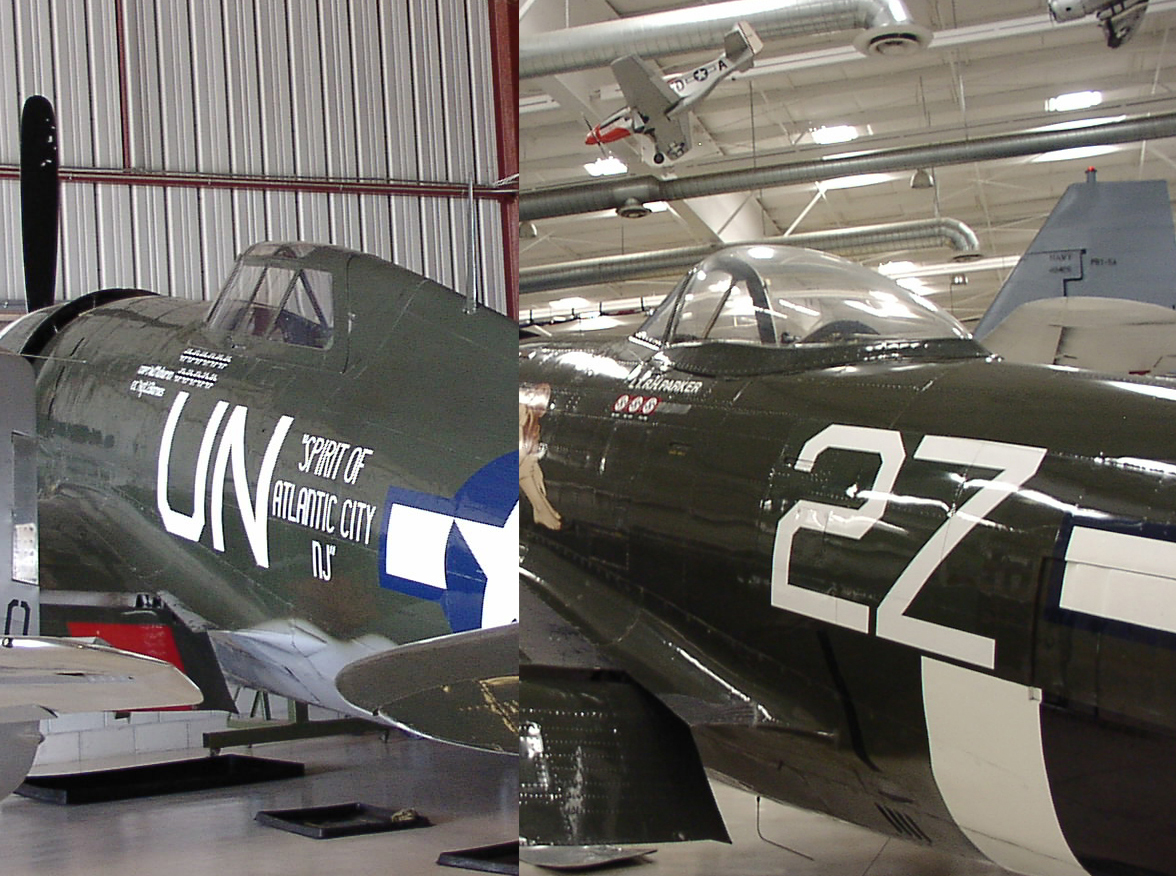
P-47のキャノピー。写真左が通称「レイザーバック」。対する右側が通称「バブルトップ」。バブルトップタイプのキャノピーになってから、後方視界は飛躍的に向上した。

- エンジンの改修
- 燃料容量の更なる増加
- エアブレーキの追加
- その他細々とした改修

### P-47D-40
P-47D-40はP-47Dの最終型であり、重要な改修が施された。
ドーサルフィンバブルキャノピィにするために胴体後上部が削られ、これによってヨー軸（横に首を振る動きの向き）が不安定になっていた。そのため初期のバブルキャノピィ機には前線でドーサルフィン（背ビレ）が追加されていた。P-47D-40は当初からドーサルフィンを備えた形で生産された。これは垂直尾翼下部から前方のアンテナ支柱まで伸びる、細長い三角形の安定板である。
ロケットランチャー「ゼロ・レングス」と呼ばれる、従来の空気抵抗の大きい長大なタイプに代わる、HVAR（High Velocity Air Rocket、127 mm ロケット弾）用のコンパクトな新型発射器が両翼下に10基取り付けられた。
K-14 照準装置英国 フェランティ製 GGS Mark IID 演算・ジャイロ式ガンサイトをライセンス生産したもの。パイロットがあらかじめ想定機の翼幅と自機からの距離をダイヤルで設定しておくと、射撃のタイミングがわかるようになっていた。旋回や上昇・下降しながらの、弾道が曲がって見える射撃（見越し射撃）時には大きな助けとなった。

## D型以降の派生型

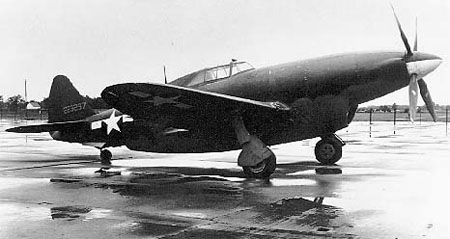
機首を延長されたP-47H

P-47Dは最も多く生産・運用されたタイプであり、サンダーボルトの生涯での頂点といえたが、さらなる改良の試みも存在した。

### XP-47H
初期のDの機体にレイザーバックタイプのP-47Dにクライスラー製 XIV-2220-1 倒立V型液冷16気筒エンジン (2,500 HP) とC-5 ターボチャージャーを載せたXP-47Hが1943年に作られた。P-47系唯一の液冷装備型で最高速度790km/hを目指したが、巨大な直列エンジンはいい結果を出せず（666 km/h @高度 9,100 m）、XP-47H計画は終了した。

### XP-47J
1942年11月、リパブリックに「ホット・ロッド（改造車）」バージョンの要求が出され、XP-47Jの開発が始まった。変更点は：
- 強制空冷ファン付きの、キツめのカウル
- P&W製 R-2800-57(C)エンジン
- GE製 CH-5 ターボチャージャー
  - 水メタノール噴射による緊急最大出力：2,800 HP / 2,090 kW
- 機関銃を8丁から6丁へと減らした
- 新たに設計され、軽くなった主翼

その他多くの改良が加えられた。
機体は1機だけ作られ1943年11月26日に初飛行したが、この時点ですでにリパブリックはXP-72の開発へと移行しており、XP-47Jは主にテスト用に使われた。1944年8月5日には水平直線飛行で813 km/hを記録する（高度10,500 m）など世界屈指の高速ピストンエンジン機と言えたが、既に設計が始まっていたジェット機の方が高速なのは明らかで、XP-47Jの開発は終了した。

### P-47M
P-47Mはやや保守的な設計で高速を狙ったものだった。3機のP-47D-30が、R-2800-57(C)とCH-5を搭載し、爆弾懸架用のハードポイントを無くす改造を受け、プロトタイプのYP-47Mとなった。
YP-47Mの最大速度は761 km/hに達し、ドイツのV1飛行爆弾（巡航ミサイル）とジェット戦闘機に対抗するために直ちに生産が開始された。P-47Mは130機製造され、最初の機体は1945年1月にヨーロッパの56th FGの元へ到着したが、前線で多くの問題が発生した。問題が解決された4月には欧州戦線は終結しかかっていたが、Me 262を撃墜する戦果を挙げている。

### P-47N

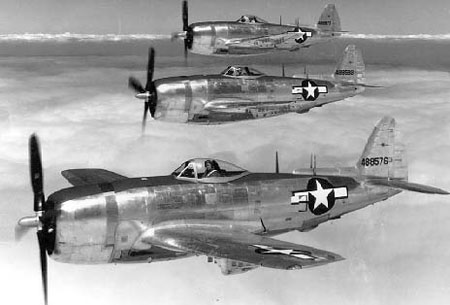
編隊を組むP-47N

P-47Nは太平洋戦線での使用を想定したもので、サンダーボルトの最後の生産型となった。ボーイング製の戦略爆撃機、B-29 スーパーフォートレスによる日本本土爆撃に同行・護衛する戦闘機が必要だったが、長い航続距離が必要だった。サンダーボルトは進化に合わせて胴体内タンクとドロップタンクの燃料容量を増大させ、航続距離も伸びてきていたが、さらに燃料を詰め込むには主翼内にタンクを増やすしかなかった。それまでとは完全に異なるタイプの主翼が作られ、片翼に190リットル (50 USG) の燃料タンクが収められた。
YP-47Mの2号機がこの新型主翼に換装され、1944年9月に初飛行した。改設計は成功で、航続距離は3,200 kmに伸びた。さらに、主翼のスパン（翼幅）を500 mm延長したにもかかわらず、翼端を楕円形から四角形に変えたことでロールレート（横転率）が向上した。
出力を増大させたR-2800-77(C)エンジンを搭載して、P-47Nの大量生産が開始された。最初のタイプはP-47N-1で、N-5・N-15・N-20・N-25と続いた。この間、ドーサルフィン面積の増大やアンテナの増設などの小規模な改修がなされた。P-47Nは合計1,816機生産された。最後のサンダーボルトとなるP-47N-25は、1945年10月に生産ラインを離れた。さらに数千機の発注があったのだが、8月の終戦時点で基本的に生産は終了した。生産終了時点での機体単価は83,000 米ドルだった。
太平洋戦線向けに設計されたP-47Nだったが、初期に生産された機体は英国へ送られた。しかし十分な働きを示す前に欧州戦線は終結した。1945年の春、沖縄の伊江島と硫黄島に到着したP-47Nは予定どおり護衛任務を開始したが、戦闘爆撃任務に使用されることの方が多かった。

## XP-72

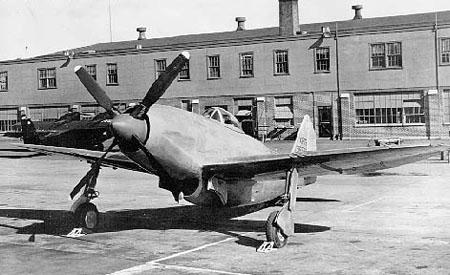
XP-72

生産に至らなかった派生型のなかでも興味深いものにXP-72がある。スーパーサンダーボルトとして設計されたこの機体は、ピストンエンジン戦闘機の限界を押し広げようとするものだった。XP-72の動力は、28気筒（7×4列）のP&W製空冷星形エンジン R-4360-13 ワスプ・メジャーで、高々度出力が3,450 HP (2,570 kW)という強力なものだった。過給機の空気取入れ口を腹下に備え2機が試作され(1号機が4翅。2号機は6翅コントラ・プロペラ)、最大速度は790 km/hに達した。ドイツのV-1ミサイルに対抗させる目的で100機の発注を得たが、ジェット機の出現により開発中止となり、終戦時に退役処分となった。

## 実戦配備

### 初期型ヨーロッパ戦線

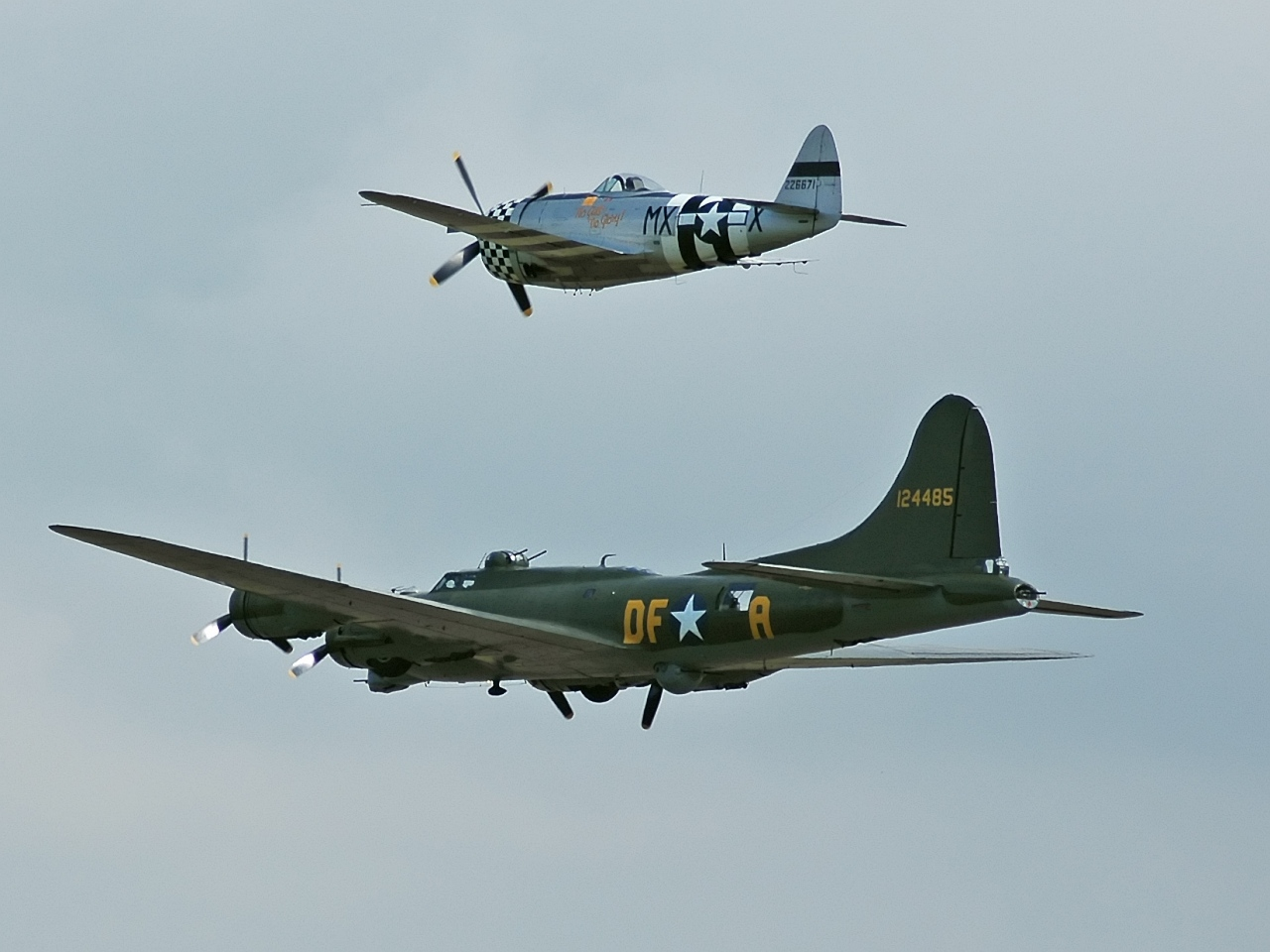
B-17 フライングフォートレスと飛行するP-47

P-47C の開発により1942年末までにはおおかたの不具合は解決された。前線配備が始まり、P-47Cがイギリスへ送られた。第56戦闘航空群が第8航空軍に合流するために大西洋を渡り、第8航空軍の第4・第78戦闘航空群(4th, 78th FG) もサンダーボルトを装備していた。
米国参戦前からイギリス空軍のイーグルスコードロン（第71鷲飛行中隊、第121鷲飛行中隊、第133鷲飛行中隊）の名称で戦っていたアメリカ人義勇兵の熟練パイロットは、米国参戦とともに第8航空軍第4戦闘航空群に移管されることになったが、本機に比べて小柄で機動性にも優れるスーパーマリン スピットファイアに搭乗していたため、巨大であまり機動性に優れない本機へ乗り換えることにあまり乗り気でなかった。事実、英国の同僚たちはこの巨大な戦闘機を目にして仰天した。「離陸すらできなさそうなのに、こいつで空中戦をやるだって？」　英国人たちは「サンダーボルトのパイロットは（離陸できず地上に留め置かれたままの巨大な）機体に駆け寄ってその中に隠れれば、（ドイツ空軍）戦闘機からの攻撃から身を守る事ができる。」などとジョークを言った。
本機に対してどっちつかずな評価を下す米国人パイロットはほとんどおらず、嫌うか、愛するかのどちらかだった。悪い点としては、離陸滑走距離が長く、機動性も良くないことが挙げられた。
機動性の悪さについてあるパイロットは「まるでバスタブを飛ばしているようだった」と評した。
ただし高速域においてはその限りでなく、比較的良好な運動性を示した。
また本機はその重量ゆえ失速速度が高く、速度回復が図れないエンジン停止状態での不時着はかなり神経を使う行為であった。
一方優れている点として、機体が非常に頑丈で被弾に強かったことが挙げられる。
戦闘攻撃機（ヤーボ）として用いる場合、必然的に高度を下げざるを得ないために対空砲火にさらされることが多くなるが、機体が頑丈であることはこれに非常に有効であった。
加えて火力が非常に強力であり、8丁のM2ブローニング12.7 mm機関銃から繰り出される大量の弾丸は、照準器に捕えたターゲットを容赦なく悉く撃墜した。
素早く急降下できることも、空中戦では有利な点だった。P-47は急降下で楽に885 km/hに到達できた。音の壁を突破したと主張するパイロットまでいたが、これについては証言者の名前とその日時が不明であるため、確証はない。サンダーボルトのような重い航空機の急降下が素早いことは想像しやすいが、ドイツ軍機は上昇しても逃れることはできなかった。P-47は重く巨大ではあったが、そのR-2800エンジンとプロペラもまた巨大で、上昇率は素晴らしかったのである。ロールレート（横転率）も良かった。
P-47初の戦闘任務は1943年3月10日で、4th FGがフランス上空の戦闘機狩りに出かけたが、無線装置の故障により空振りに終わった。全機体が無線を英国製に交換し、4月8日に任務が再開された。4月15日、ルフトヴァッフェとの初の交戦が発生し、4th FGのDon Blakeslee少佐がサンダーボルトによる初撃墜を記録した。8月17日には初の護衛任務を行い、ドイツ シュヴァインフルトを空爆するB-17 フライングフォートレスの、最初の行程に随伴した。
1943年の夏までにはイタリアの第12航空軍もP-47を使用していた。

### 太平洋戦線

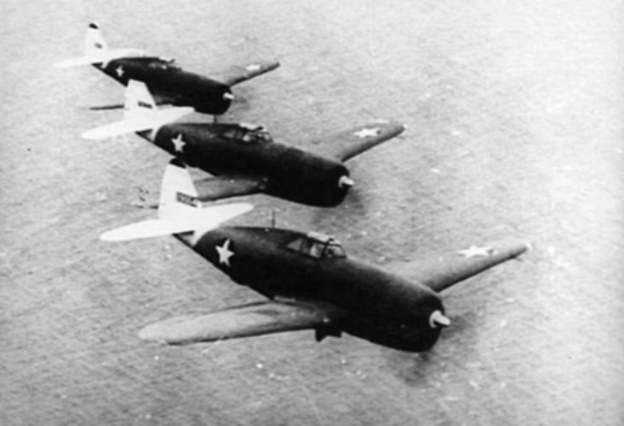
1943年9月27日、ニューギニアにおける第348戦闘航空群のP-47D

太平洋戦線では第348戦闘航空群(348th FG)がP-47Dを装備、オーストラリア ブリスベンからの護衛ミッションを行った。特にP-47の主戦場となったのが日本陸軍航空部隊を相手とするニューギニア戦線であり、現地では一式戦「隼」・三式戦「飛燕」と主に交戦。P-47の初の戦闘任務は1943年8月16日にファブアにて行われた日本陸軍飛行第24戦隊・飛行第59戦隊の一式戦33機とP-47 32機およびP-38 12機との空戦であり、結果は一式戦3機を撃墜、損害はP-47D レイトン少尉機を撃墜されP-38 ブライテ少尉機が被弾緊急着陸であった。
以後P-47Dは対日戦でも活躍し多くの日本軍戦闘機や爆撃機を撃墜したが、1944年3月5日16時、当時21機撃墜を誇り、リチャード・ボング大尉（P-38操縦、当時24機撃墜）とアメリカ軍トップ・エースの座を争っていた第348戦闘航空群司令ニール・カービィ大佐搭乗機が、日本陸軍飛行第77戦隊の一式戦2機の奇襲攻撃を受け被撃墜、戦死した事件も起きている。また、ニューギニア航空戦末期である1944年4月11日には、日本軍の残った一式戦・三式戦稼動全機20機の迎撃で、日本陸軍戦闘機に損害無く一方的にP-47D 4機を撃墜されている（第311戦闘飛行隊ロスマン少尉機・グラハム少尉機・バリントン機およびロウランド中尉機）。

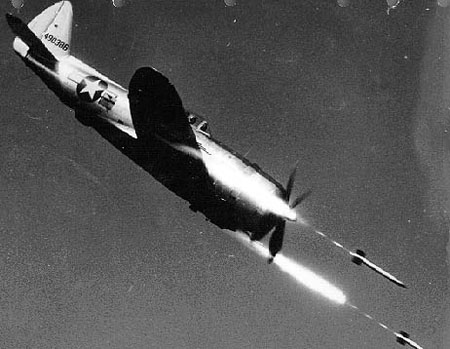
主翼下に搭載したロケット弾を発射するP-47D

P-47の決定版ともいうべきP-47Dの登場により増産体制が敷かれ、1944年までには、アラスカ以外のUSAAFの全戦線にサンダーボルトが配備されていた。

### 後期型ヨーロッパ戦線
改良が進むにつれ燃料搭載量が増大したため、ボマー・エスコート（爆撃機護衛任務）での飛行距離も増大していき、ついにはドイツまでずっと同行できるようになった（それまで、爆撃機の護衛は複数の戦闘機隊によるリレー形式で行われていた）。
爆撃行からの帰り、パイロットたちは（地上の）格好の標的に向けて撃ちまくった。こうして、ジャグは強力な戦闘爆撃機であることが判明した。複雑なターボチャージャーシステムを備えていた割には損傷に強く、8丁の機関銃は敵に大きなダメージを与えることができた。
P-47は徐々にUSAAFで最良の戦闘爆撃機になっていった。搭載兵器は500lb爆弾 → 3連装 M-8 115 mmロケットランチャ → そしてついにはHVARへと換装されて強力になっていった。この任務で、ジャグは何千という戦車・機関車・駐機中の航空機、そして何万ものトラックその他の車両を破壊した。
最終的に護衛任務はP-51 マスタングに取って代わられたものの、空中戦でも優秀な成績を残した。たとえば、
- フランシス・S・ギャビー・ガブレスキー中佐：31機撃墜
- ロバート・S・ボブ・ジョンソン大尉：28機撃墜
- ヒューバート・A・ハブ・ゼムキ大佐：20機撃墜

といった具合である。
なお、ヨーロッパ戦線でのP-47は、しばしば地上の友軍から、 フォッケウルフ Fw190と間違われて誤射されるという被害を受けている。胴体が太いP-47と、胴体を絞ったFw190は、一見すると似ても似つかない機体に見えるが、P-47の胴体は上下方向に対して太いのであって、左右方向にはさして幅がある訳ではなく、真下からのP-47の機影はFw190に似通っていたためこの様な事態が起きたものと見られる。
本機の頑丈さを物語るエピソードとして、上記のロバート・S・ジョンソンの例を挙げる。第56戦闘航空軍に所属する彼は、1943年6月26日に英国へ帰還する味方爆撃機の出迎えに行った。しかし途中でドイツ空軍のFw190の編隊に襲われ、被弾して制御不能のきりもみ状態に陥ってしまう。ジョンソンはなんとか機体を安定させたものの、ダメージが酷くまっすぐ飛ぶのがやっとの状態であった。そこをドイツ空軍の撃墜王、エゴン・マイヤーが乗るFw190に捕捉される。ジョンソンが乗る手負いのP-47はなす術も無く直進するしかなかったが、P-47はFw190が機関銃を撃ちつくすまで耐え切り、その頑丈さに感心したマイヤーはジョンソンに敬礼してその場を去った。ジョンソンは基地に帰還すると自機に空けられた風穴を数えたが、200を越えたところで止めたという。 この出来事は、ヒストリーチャンネルの番組ドッグファイト 〜華麗なる空中戦〜の第13回目である「サンダーボルト」でも紹介された。

### 欧州戦線以外での活躍

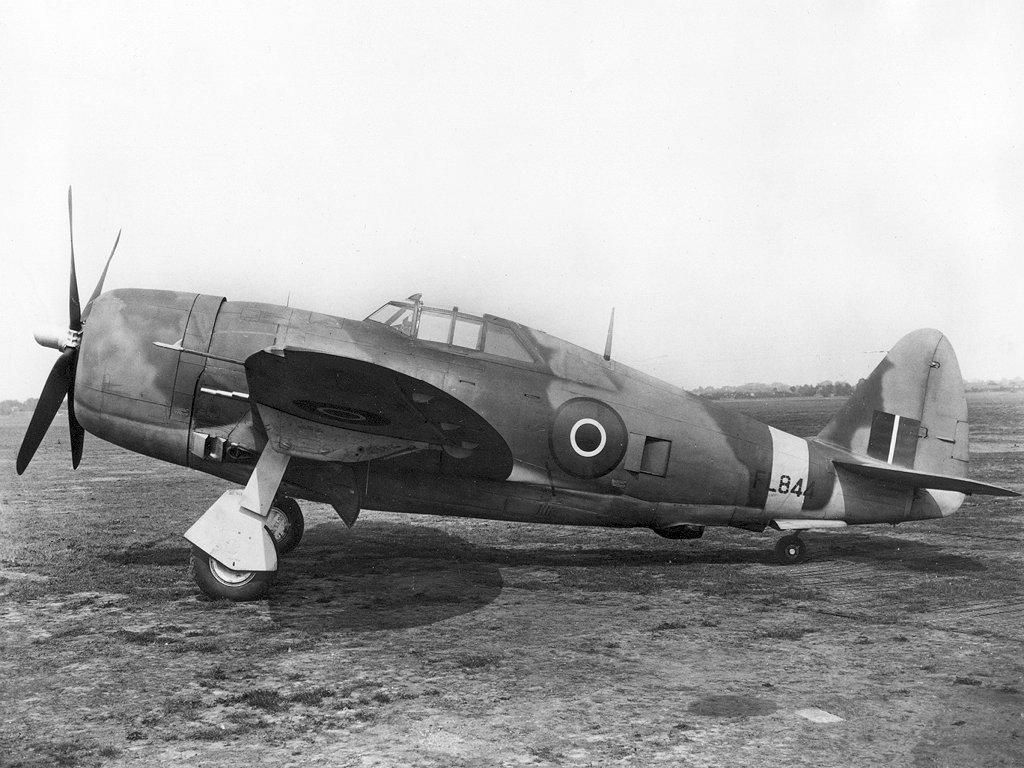
イギリス空軍のサンダーボルト Mk. I (P-47D)

第二次世界大戦中、P-47は米国以外の連合国の航空部隊でも使用された。
RAF（ロイヤルエアフォース、英空軍）は1944年半ばからP-47を受領し始めた：
- サンダーボルト Mk. I：レイザーバックタイプのP-47D。240機
- サンダーボルト Mk. II：バブルキャノピィのP-47D。590機

評価試験に使われた数機をのぞいた全ての機体はRAFにより運用され、インドから飛び立ってビルマの日本軍を攻撃した。この作戦は「キャブ・ランク（cab rank、タクシー乗り場）」として知られている。サンダーボルトは500lb爆弾あるいは英国製「60パウンダー」ロケット弾で武装していた。戦後はわずかな期間しか運用されず、最後の機体は1946年10月に退役した。
ブラジル遠征軍は88機のP-47Dを受領し、イタリア戦線で運用した。メキシコは対日戦用にP-47Dを25機受領し、1945年からメキシコ遠征空軍第201戦闘飛行隊がルソン島を拠点にフィリピンと台湾上空で日本軍の地上目標攻撃に従事している。自由フランス軍は1945年に446機のP-47Dを受領し、後に第一次インドシナ戦争やアルジェリア戦争にも使用した。
203機のP-47Dがソビエト連邦に供与され、うち196機が到着した。ソ連軍パイロットによる試験飛行の結果、小型で機敏なソ連軍戦闘機に比べ重く、動きが緩慢で加速や上昇性も良くないが、操縦は容易で乗り心地が良く、航続距離が長く高高度性能の良いことが評価された。しかし、ソ連空軍では長距離戦略爆撃を殆どやっておらず護衛任務も無く、対地攻撃用にはすでに多数のIl-2が運用されており、使い道が見つからなかった。一方、比較的航続距離が長いことと爆弾搭載量が多いことから、海軍航空隊から戦闘爆撃機として求められ、北方艦隊麾下で対艦攻撃と偵察任務に就いた。
1945年（昭和20年）2月27日に台湾空襲に飛来した第5航空軍第35戦闘航空群第40戦闘飛行隊所属のラルフ･R･ハートレイ中尉操縦のP-47Dが日本軍の集成飛行場所属の四式戦「疾風」に撃墜されて豊原郊外に墜落したが、ほぼ原形に近い形で鹵獲された。

## 諸元

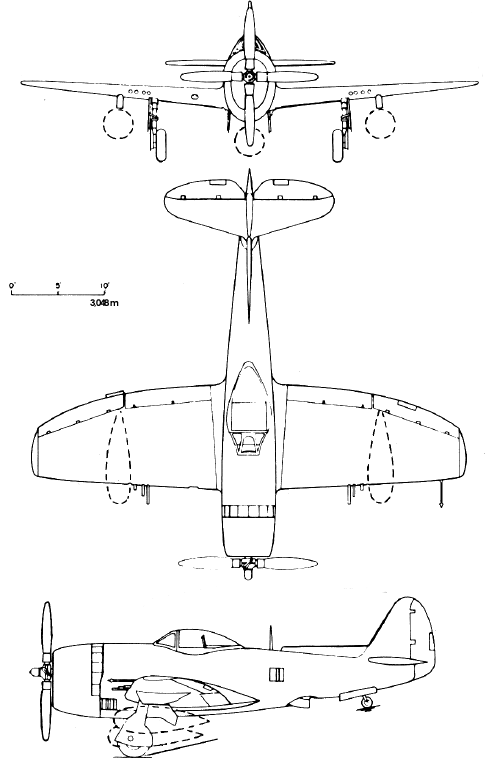
P-47N 三面図

| 機体名       | F-47N (P-47N)                                                      | F-47N (P-47N)                                                      | F-47N (P-47N)                                                      |
| ------------ | ------------------------------------------------------------------ | ------------------------------------------------------------------ | ------------------------------------------------------------------ |
| 乗員         | 1名                                                                | 1名                                                                | 1名                                                                |
| 全長         | 36.1ft (11m)                                                       | 36.1ft (11m)                                                       | 36.1ft (11m)                                                       |
| 全幅         | 42.5ft (12.95m)                                                    | 42.5ft (12.95m)                                                    | 42.5ft (12.95m)                                                    |
| 全高         | 14.7ft (4.48m)                                                     | 14.7ft (4.48m)                                                     | 14.7ft (4.48m)                                                     |
| 翼面積       | 322ft² (29.91m²)                                                   | 322ft² (29.91m²)                                                   | 322ft² (29.91m²)                                                   |
| プロペラ     | カーチス電動定速プロペラ・ブレード4枚 直径13ft (3.96m)             | カーチス電動定速プロペラ・ブレード4枚 直径13ft (3.96m)             | カーチス電動定速プロペラ・ブレード4枚 直径13ft (3.96m)             |
| エンジン     | Pratt & Whitney R-2800-57/-73/-77/-81 (2,100Bhp 最大：2,800Bhp) ×1 | Pratt & Whitney R-2800-57/-73/-77/-81 (2,100Bhp 最大：2,800Bhp) ×1 | Pratt & Whitney R-2800-57/-73/-77/-81 (2,100Bhp 最大：2,800Bhp) ×1 |
| 空虚重量     | 11,017lbs (4,997kg)                                                | 11,017lbs (4,997kg)                                                | 11,017lbs (4,997kg)                                                |
| ミッション   | BASIC                                                              | INTERCEPTOR                                                        | FERRY                                                              |
| 離陸重量     | 20,837lbs (9,452kg)                                                | 17,867lbs (8,104kg)                                                | 20,837lbs (9,452kg)                                                |
| 戦闘重量     | 15,123lbs (6,860kg)                                                | 16,280lbs (7,384kg)                                                | 15,123lbs (6,860kg)                                                |
| 燃料         | 557gal (2,108ℓ)                                                    | 557gal (2,108ℓ)                                                    | 557gal (2,108ℓ)                                                    |
| 外部燃料     | 440gal (1,666ℓ)                                                    | ―                                                                  | 440gal (1,666ℓ)                                                    |
| 最高速度     | 397kn/35,000ft (735km/h 高度10,668m)                               | 389kn/35,000ft (720km/h 高度10,668m)                               | 397kn/35,000ft (735km/h 高度10,668m)                               |
| 上昇能力     | 3,680ft/m S.L. (18.69m/s 海面高度)                                 | 3,270ft/m S.L. (16.61m/s 海面高度)                                 | 3,680ft/m S.L. (18.69m/s 海面高度)                                 |
| 実用上昇限度 | 42,450ft (12,939m)                                                 | 41,500ft (12,649m)                                                 | 42,450ft (12,939m)                                                 |
| 航続距離     | 1,705n.mile (3,158km)                                              | ―                                                                  | 1,915n.mile (3,547km)                                              |
| 戦闘行動半径 | 800n.mile (1,482km)                                                | 455n.mile (843km)                                                  | ―                                                                  |
| 武装         | AN/M2 12.7mm機関銃×8 (弾数計4,000発)                               | AN/M2 12.7mm機関銃×8 (弾数計4,000発)                               | AN/M2 12.7mm機関銃×8 (弾数計4,000発)                               |
| 外部兵装     | 1,000/500/250/100lbs爆弾×3から最大3,000lbs (1,361kg) + HVAR×10     | 1,000/500/250/100lbs爆弾×3から最大3,000lbs (1,361kg) + HVAR×10     | 1,000/500/250/100lbs爆弾×3から最大3,000lbs (1,361kg) + HVAR×10     |

- P-47N 三面図

## 戦後
P-47は、1948年からF-47に改称され、1949年まで空軍で、1953年まで州空軍 (ANG = Air National Guard) で運用された。朝鮮戦争勃発時には国防総省が残っている機体をかき集めようとしたものの、既に充分な機数が残っておらず、参戦できなかった。
ニカラグア、キューバ、ドミニカ共和国、チリ、コロンビア、エクアドル、ベネズエラ、ペルーといった多くのラテンアメリカ諸国の空軍にも供給され、1950年代を通して運用された。中には1960年代まで運用していたところもある。他にも中華民国、イラン、イタリア、ポルトガル、トルコ、ユーゴスラビアにも提供された。
P-47の総生産数は15,660機で、これは戦闘機の生産数としては屈指のものである。2016年時点も多くの機体が残っており、飛行可能なものも十数機ある。

## 年表
1939年
- 5月：AP-4がUSAAFによりYP-43の制式名称で13機発注される
- 6月：セバスキーがリパブリックへと社名を変更
- （9月1日：ドイツがポーランドへ侵攻、第二次世界大戦開始）
- 10月：P-43の後継となるXP-44が80機発注される

1940年
- 春：XP-44とXP-47ではドイツの戦闘機にかなわない → XP-47Aを提示、却下
- 6月：XP-47B案がUSAACに提示される
- （夏～秋：バトルオブブリテン）
- 9月：XP-47Bの名称でプロトタイプが発注される → XP-47A、XP-44の開発は中止
- 9月から1941年4月にかけて：13機のYP-43が引き渡される
- XP-47B開発計画の遅れ → P-43Aが80機発注される
- さらなる遅れ → P-43A-1が125機発注される

1941年
- 5月6日：ローリー・P・ブラバムの操縦でXP-47Bが初飛行
- 6月：USAAC → USAAF
- 12月：XP-47Bのプロトタイプが引き渡される
- （12月8日：真珠湾攻撃、太平洋戦争開始）

1942年
- 3月：P-43の最終号機が引き渡される
- 8月：事故でXP-47Bが失われる
- 9月：P-47C初号機が引き渡される
- 秋：P-43B・P-43C・P-43D → RP-43へと改称
- 11月：XP-47Jの開発が始まる
- 年末：不具合が片付き、P-47Cと56th FGがイギリスへ

1943年
- 3月10日：初の戦闘ミッションに出撃するが、無線の故障で失敗
- 4月8日：任務再開
- 4月15日：ルフトヴァッフェと初交戦、初撃墜
- 6月：XP-72が発注される
- 夏までに、イタリアの第12航空軍に配備される
- 夏：初のバブルキャノピィ付きP-47
- 8月17日：初の護衛任務（B-17のシュヴァインフルト爆撃に随伴）
- （9月8日：イタリア降伏）
- 11月26日：XP-47Jが初飛行
- 年末までに、アラスカ以外のUSAAFの全戦線に配備される

1944年
- 2月2日：XP-72の初号機が初飛行
- 7月：XP-72の2号機が初飛行（2重反転プロペラ = 3翅×2 装備）
- 半ばから：RAFに配備開始
- 8月5日：XP-47Jが水平直線飛行で813 km/hを記録する（@高度10,500 m）
- 9月：P-47Nの原型が初飛行

1945年
- この年、自由フランス軍が446機を受領
- 1月：欧州の56th FGがP-47Mを受領するが、不具合が多発
- 4月：P-47Mの不具合が解消される
- 4月以降：P-47Nが対日戦線に投入される
- （5月8日：欧州戦線終結）
- （8月15日：太平洋戦線・第二次世界大戦終結）
- 10月：最終号機が生産される（タイプはP-47N-25）

1946年以降
- 1946年10月：RAFから退役
- 1948年：F-47と改称される
- 1949年：USAFから退役
- 1953年：ANGから退役
- 1950年代：南米諸国が運用。フランス空軍がアルジェリア独立戦争にて使用
- 1960年代：一部の国が運用
- 2016年：クレイドル・オヴ航空博物館が所蔵する1機がハドソン川に墜落。機体は引き揚げられたが、操縦士が死亡[24]

## 現存する機体
- 情報が変わっている場合がある。
- 型末尾の「RE」「RA」「CU」はそれぞれ、以下の工場製の機体である。
  - リパブリック社バッファロー工場
  - リパブリック社ファーミングデール工場
  - カーティス・ライト社エヴァンスヴィル工場

| 型名                              | 番号                                 | 機体写真 | 国名                                    | 所有者                                                                      | 公開状況 | 状態     | 備考 |
| --------------------------------- | ------------------------------------ | -------- | --------------------------------------- | --------------------------------------------------------------------------- | -------- | -------- | --- |
| P-47B-RE                          | 41-5920 26                           | 写真     | アメリカ イリノイ州                     | ランディ・フェリス氏 (Randy Ferris)                                         | 非公開   | 修復中   | |
| P-47D-1-RE                        | 42-7924 72                           |          | 不明                                    | 不明                                                                        | 不明     | 不明     | バート・オインハウゼン自動車技術博物館に展示されていたが、同博物館が閉館したため現在は不明。部品の状態で保存ないし修復されていると思われる。                                             |
| P-47D-2-RE                        | 42-8066 214                          | 写真     | オーストラリア ニューサウスウェールズ州 | 歴史的航空機修復協会                                                        | 公開     | 静態展示 | |
| P-47D-2-RE                        | 42-8130 278                          | 写真     | アメリカ アリゾナ州                     | ピマ航空宇宙博物館                                                          | 非公開   | 保管中   | |
| P-47D-2-RE TP-47D-RE              | 42-8205 FAB007 353                   |          | アメリカ ワシントン州                   | ミュージアム・オヴ・フライト                                                | 公開     | 静態展示 | 第二次大戦後に米国によるラテンアメリカ諸国への軍事支援の一環として供与された多数のP-47のうちの一機が、使用後に逆輸入されたもの。                                                         |
| P-47D-15-RA                       | 42-23278 1029                        |          | アメリカ オハイオ州                     | 国立アメリカ空軍博物館                                                      | 公開     | 静態展示 | ニール・アーネスト・カービィの乗機の塗装がされている。また、傍らには乗機の実機垂直尾翼が展示されている。                                                                                 |
| P-47D-25-RE                       | 42-26470 HD175 2047                  | 写真     | アメリカ サウスカロライナ州             | ショウ空軍基地                                                              | 公開     | 静態展示 | レプリカともされるが、機体側面の窓のようなものや降着装置の部分があることから実機とみられる。オリジナルのマーキングで塗装されているが、字の大きさやラウンデルの形状など、異なる点がある。 |
| P-47D-25-RE                       | 42-26757 2334                        | 写真     | ブラジル リオデジャネイロ州             | サンタクルス空軍基地                                                        | 公開     | 静態展示 | 本来はA5の機体だが、C5/44-19660のマーキングがされている。 |
| P-47D-25-RE                       | 42-26760 2337                        |          | ブラジル サンパウロ州                   | ブラジル航空宇宙記念館                                                      | 非公開   | 保管中   | ブラジルのTAM博物館に展示されていたが、同博物館の閉館後に現在の施設へ移され、新しい展示館の完成待ち。。当時は本来のB2ではなく、B5/42-29265のマーキングがされていた。                     |
| P-47D-25-RE                       | 42-26762 2339                        |          | ブラジル パラナ州                       | クリティーバ空軍基地 (バカチェリ空港)                                       | 公開     | 静態展示 | A4/42-26756のマーキングがされている。 |
| P-47D-27-RE XP-47M-1-RE YP-47M-RE | 42-27385 2962 93F-12000              |          | アメリカ カリフォルニア州               | ヤンクス航空博物館                                                          | 公開     | 静態展示 | |
| P-47D-23-RA                       | 42-27609 1271                        | 写真     | アメリカ テキサス州                     | エアコープス・エイヴィエーション社 (テキサス・フライング・レジェンズ博物館) | 公開     | 修復中   | |
| P-47D-28-RA                       | 42-29150 2812                        | 写真     | アメリカ カリフォルニア州               | アライド・ファイターズ                                                      | 非公開   | 飛行可能 | |
| P-47D-30-RE                       | 44-20371 5779                        |          | フランス セーヌ＝サン＝ドニ県           | ル・ブルジェ航空宇宙博物館                                                  | 公開     | 静態展示 | 運用当時のマーキングに戻されて展示されている。 |
| P-47D-30-RA                       | 44-32691 399-53652                   |          | アメリカ ヴァージニア州                 | 国立航空宇宙博物館別館 スティーヴン・F・ウドヴァーヘイジー・センター        | 公開     | 静態展示 | |
| P-47D-30-RA                       | 44-32798 399-53759                   | 写真     | アメリカ ユタ州                         | ヒル航空宇宙博物館                                                          | 公開     | 静態展示 | |
| P-47D-30-RA                       | 44-32809 399-53770                   |          | ベエズエラ アラグア州                   | マラカイ航空宇宙博物館                                                      | 公開     | 静態展示 | FAV/10B-36のマーキングがされている。 |
| P-47D-30-RA                       | 44-32817 399-53778                   | 写真     | アメリカ テキサス州                     | ルイス・エア・レジェンズ (ティラムック航空博物館)                           | 公開     | 飛行可能 | |
| P-47D-30-RA                       | 44-33712 399-53973                   | 写真     | トルコ イスタンブール県                 | イスタンブール航空博物館                                                    | 公開     | 静態展示 | |
| P-47D-30-RA                       | 44-89746 399-54891                   | 写真     | イタリア ローマ県                       | イタリア空軍博物館                                                          | 非公開   | 保管中   | |
| P-47D-30-RA                       | 44-90205 399-55350                   |          | メキシコ メヒコ州                       | サンタルチア空軍基地メキシコ空軍博物館                                      | 公開     | 静態展示 | |
| P-47D-40-RA                       | 44-90368 399-55513                   |          | アメリカ テキサス州                     | ローンスター飛行博物館                                                      | 公開     | 飛行可能 | |
| P-47D-40-RA                       | 44-90438 399-55583                   |          | アメリカ テネシー州                     | テネシー・ミュージアム・オヴ・エイヴィエーション                            | 公開     | 飛行可能 | オリジナルのマーキングで塗装されている。 |
| P-47D-40-RA                       | 44-90447 399-55592                   |          | アメリカ ニューヨーク州                 | アメリカ航空戦力博物館                                                      | 不明     | 不明     | 2016年にエンジントラブルでハドソン川に墜落した。引き上げられたが、現在の状況は不明。 |
| P-47D-40-RA                       | 44-90460 399-55605                   |          | アメリカ テネシー州                     | テネシー・ミュージアム・オヴ・エイヴィエーション                            | 公開     | 飛行可能 | オリジナルのマーキングで塗装されている。 |
| P-47D-40-RA                       | 44-90464 13056 399-55609             |          | セルビア ベオグラード                   | 航空博物館                                                                  | 公開     | 静態展示 | |
| P-47D-40-RA                       | 44-90471 399-55916                   |          | アメリカ オレゴン州                     | ティラムック航空博物館                                                      | 公開     | 飛行可能 | |
| P-47D-40-RA                       | 45-49102 FAC 861 399-55641           |          | コロンビア ボゴタ                       | コロンビア航空宇宙博物館                                                    | 公開     | 静態展示 | |
| P-47D-40-RA                       | 45-49130 399-55669                   | 写真     | アメリカ テネシー州                     | テネシー・ミュージアム・オヴ・エイヴィエーション                            | 公開     | 静態展示 | |
| P-47D-40-RA                       | 45-49151 399-55690                   | 写真     | ブラジル リオデジャネイロ州             | 航空宇宙博物館                                                              | 公開     | 静態展示 | 旧塗装 |
| P-47D-40-RA                       | 45-49167 399-55706                   |          | アメリカ オハイオ州                     | 国立アメリカ空軍博物館                                                      | 公開     | 静態展示 | 横から見た画像 |
| P-47D-40-RA                       | 45-49181 399-55720                   |          | アメリカ ミシガン州                     | エア・ズー航空宇宙科学博物館                                                | 公開     | 飛行可能 | |
| P-47D-40-RA                       | 45-49192 399-55731                   |          | イギリス ケンブリッジシャー州           | ダックスフォード帝国戦争博物館 (ザ・ファイター・コレクション)               | 公開     | 静態展示 | |
| P-47D-40-RA                       | 45-49205 399-55744                   |          | アメリカ カリフォルニア州               | パームスプリングス航空博物館                                                | 公開     | 静態展示 | |
| P-47D-40-RA                       | 45-49219 399-55758                   |          | チリ 首都州                             | 国立航空宇宙博物館                                                          | 公開     | 静態展示 | 750とマーキングされている。 |
| P-47D-40-RA                       | 45-49295 KL216 399-55834             |          | イギリス ロンドン                       | イギリス空軍博物館ロンドン館                                                | 公開     | 静態展示 | |
| P-47D-40-RA                       | 45-49346 399-55885                   |          | アメリカ カリフォルニア州               | ヤンクス航空博物館                                                          | 公開     | 静態展示 | |
| P-47D-40-RA                       | 45-49385 FAPe 549 FAPe 127 399-55924 |          | アメリカ コロラド州                     | アラン・J・ウォジィアック氏 (Alan J. Wojciak)                               | 非公開   | 飛行可能 | |
| P-47D-40-RA                       | 45-49406 399-55945                   |          | アメリカ ワシントン州                   | フライング・ヘリテージ・コレクション                                        | 公開     | 飛行可能 | 資産家のポール・ガードナー・アレンが所有していたもの。 |
| P-47D-40-RA                       | 45-49458 399-55997                   |          | アメリカ コネティカット州               | ニューイングランド航空博物館                                                | 公開     | 静態展示 | |
| F-47D-30-??                       | 13109                                | 写真     | クロアチア ザグレブ                     | ニコラ・テスラ技術博物館                                                    | 公開     | 静態展示 | 公式ページより、タイプがP-47D-30であることまでは判明した。 |
| P-47G-10-CU TP-47G-CU             | 42-25068 21962                       |          | イギリス ケンブリッジシャー州           | ダックスフォード帝国戦争博物館 (ザ・ファイター・コレクション)               | 公開     | 飛行可能 | |
| P-47G-15-CU TP-47G-CU             | 42-25254 22148                       |          | アメリカ カリフォルニア州               | プレーンズ・オブ・フェイム航空博物館                                        | 公開     | 飛行可能 | |
| P-47N-25-RE                       | 44-89320 539-C1537                   | 写真     | アメリカ フロリダ州                     | 空軍武器博物館                                                              | 公開     | 静態展示 | |
| P-47N-25-RE                       | 44-89348 539-C1565                   |          | アメリカ テキサス州                     | アメリカ空軍航空兵遺産博物館 (ラックランド空軍基地内)                       | 公開     | 静態展示 | |
| P-47N-25-RE F-47N-25-RE           | 44-89425 539-C1642                   |          | アメリカ コロラド州                     | ピーターソン航空宇宙博物館                                                  | 公開     | 静態展示 | |
| P-47N-25-RE                       | 44-89436 539-C1653                   |          | アメリカ テキサス州                     | 記念空軍(CAF)                                                               | 公開     | 修復中   | P-47N-20-RAの45-53436として紹介されている場合があるが、この番号はキャンセルされたもので20-RA型のものでもない。                                                                           |
| P-47N-25-RE                       | 44-89444 539-C1661                   |          | アメリカ ニューヨーク州                 | 航空発祥地博物館                                                            | 公開     | 静態展示 | |
| P-47N-25-RE                       | 499-6808                             | 写真     | 中国 北京                               | 北京航空航天大学研究所 (北京航空博物館)                                     | 公開     | 静態展示 | |

## 登場作品

### 漫画・アニメ
『衝撃降下90度』
主人公を狙う敵機として登場。
『豹と狼-ドイツ5号戦車1944』
ヤーボとして登場。ドイツ軍の原爆研究所を襲撃し、機銃とロケット弾で原爆搭載機もろとも施設を破壊する。

### ゲーム
『Air Wars2』
ゲームの初期畑設定の戦畑闘機として扱われている。
『P-47 THE FREEDOM FIGHTER』
自機として登場。
『P-47 ACES』
4種類の自機のうちの1機種として登場。
『R.U.S.E.』
アメリカの戦闘爆撃機として登場。
『War Thunder』
アメリカ通常ツリーにD-22RE型・D-25型・D-28型・N-15型、アメリカ課金枠にM-1-RE型、ドイツ課金枠にD型、ソ連課金枠にD-27型、イギリス課金枠にD-22型、ポーランド空軍仕様のLanovski's  M-1-REがプレイヤーの操縦できる機体として登場。
『World of Warplanes』
TierVIにP-47BとP-47D-22が登場し、TierVIIにP-47D-30とP-47N-5が登場する。
『コール オブ デューティシリーズ』
『CoD:UO』
アメリカ軍の戦闘爆撃機としてD型が登場し、キャンペーンで度々、ドイツ陸軍に対して爆撃を行う。
『CoD2:BRO』
『CoD3』
米軍の戦闘爆撃機としてD型が登場する。
『CoD:WWII』
B-17を護衛中に主人公の航空支援要請を受け支援に向かい、途中で敵のBf109と交戦する。また、このミッションでは、プレイヤーが本機を操縦することになる。(時代設定はバルジの戦いのある1944年だがなぜかキャノピーがバブルキャノピーではなくレイザーバックキャノピーの初期生産型になっている。)